# Star Alliance

A Star Alliance logója és mottója

A Star Alliance (angol; „csillagszövetség”) a világ legnagyobb, légitársaságokat tömörítő szövetsége. 1997. május 14-én alapították.  Megalakulása hamarosan rivális szerveződések létrejöttét váltotta ki, amelyek közül a legfontosabbak a Oneworld és a SkyTeam.
A szövetség tagjai többek között az alábbi területeken kooperálnak egymással:
- a törzsutasprogramok integrációja, amely egységesíti a különböző légitársaságoknál gyűjthető és beváltható bónuszmérföldek rendszerét;
- a kiemelt státuszt élvező törzsutasok igénybe vehetik bármely tag légitársaság megfelelő törzsutasváróját;
- menetrendek összehangolása;
- világ körüli és egyéb kombinált utakra vonatkozó árkedvezmények;
- az utaskiszolgálási folyamatok harmonizálása;
- közös információtechnológiai platform kidolgozása.

A Star Alliance ma naponta 16 930 járatot indít a világ 152 országának 842 légikötőjébe, miután a South African Airways és a Swiss International csatlakozott a szövetséghez 2006 áprilisában. Ezek a számok magukba foglalják az új US Airways adatait is, amely 2005 májusában olvadt össze az America West nevű légitársasággal. A Star Alliance bevételi utaskilométerre (RPK – revenue passenger kilometers) vetített piaci részesedése 28% (az US Airways-America West Airlines ideszámításával).
A szövetség 2004-ben kidolgozta „regionális“ koncepcióját, amivel az egyedi piacokon történő részesedés növelését célozzák meg regionális légitársaságokkal kooperálva. Innentől különbséget tesz teljes jogú és regionális tagok között. A regionális tagsághoz legalább egy teljes jogú tag támogatása szükséges.
A Star Alliance-t 2005-ben három éven belül már másodjára tüntették ki a világ legjobb légiszövetségének járó World Airline Awarddal.

## Története
- 1997 – Az alapító légitársaságok: Air Canada, United Airlines, Lufthansa, Scandinavian Airlines és Thai Airways International. A Varig még ebben az évben csatlakozott a szövetséghez.
- 1999 – Új tagok: Ansett Australia, All Nippon Airways és Air New Zealand.
- 2000 – A Singapore Airlines, a bmi (British Midland), a Mexicana, az Austrian Airlines, a Tyrolean és a Lauda Air belépett a szövetségbe.
- 2001 – Az Ansett Australia csődbe jutott, miután az Air New Zealand kivásárolta a News Corporation Ansett-beli részesedését.
- 2003 – Új tagok: Asiana Airlines, LOT Polish Airlines és Spanair.
- 2004 – Az US Airways csatlakozott. A Mexicana nem hosszabbította meg tagságát és 2008 áprilisában csatlakozási szerződést kötött a Oneworld légiszövetséggel. Az Adria Airways, a Croatia Airlines, és a Blue1 a szövetség regionális tagjai lettek.
- 2005 – A TAP Portugal csatlakozik. Az America West Airlines megvásárolta az US Airwayst, majd a két cég US Airways néven összeolvadt és csatlakozottk a szövetséghez.
- 2006 – A Swiss International Air Lines és a South African Airways belépett a szövetségbe. A Shanghai Airlines és az Air China meghívást kapott a csatlakozásra. A Turkish Airlines december elején benyújtja csatlakozási kérelmét, amelyet a szövetség elfogad.
- 2007 – A Varig január 31-ikével kilépett a szövetségből.
- 2009 - A Continental Airlines október 24-én repült utoljára mint SkyTeam-tag, mivel egy céggé vált a Star Alliance szövetség tagjával, a United légitársasággal.
- 2022 - A Deutsche Bahn csatlakozott.

## Tagok

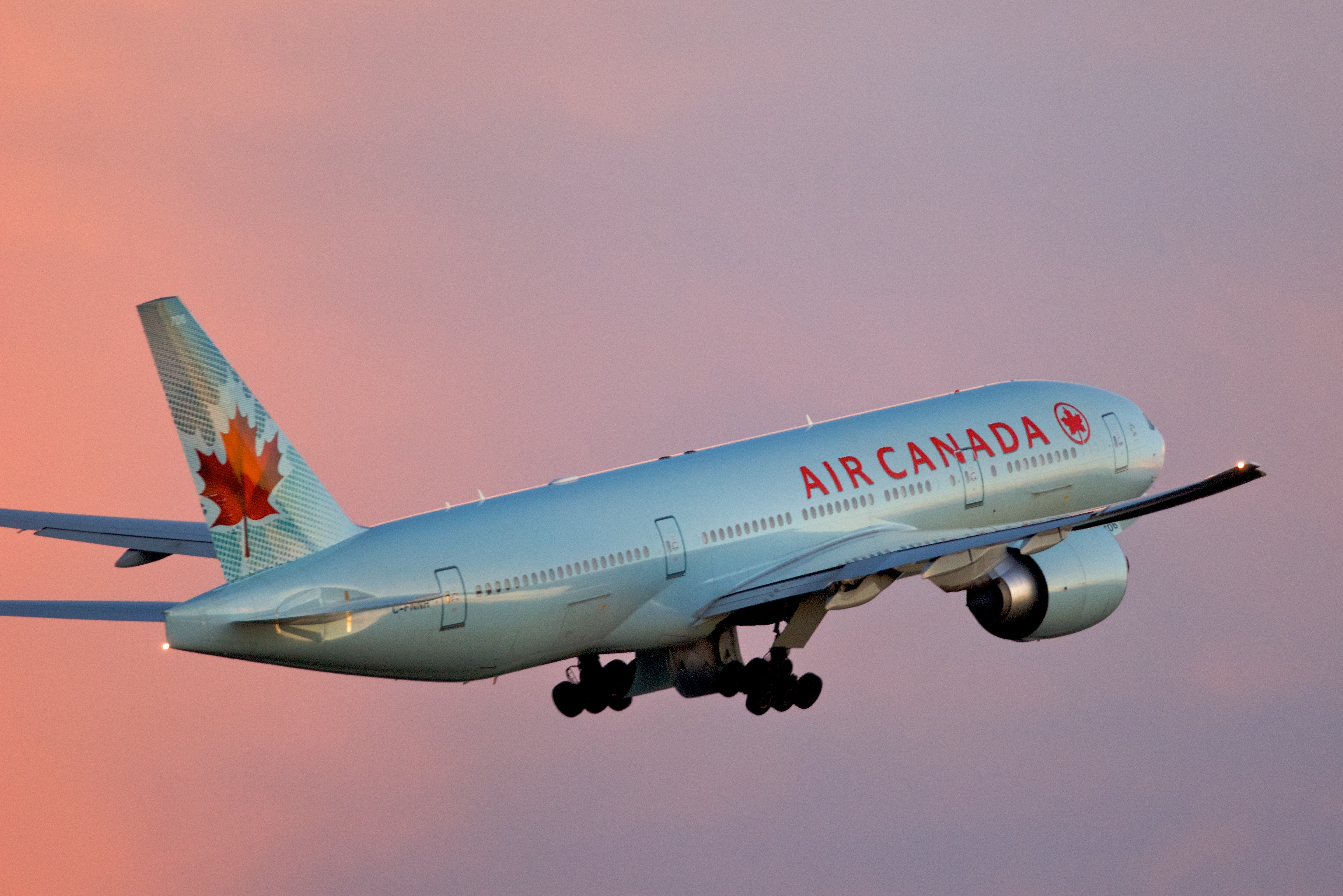
Air Canada

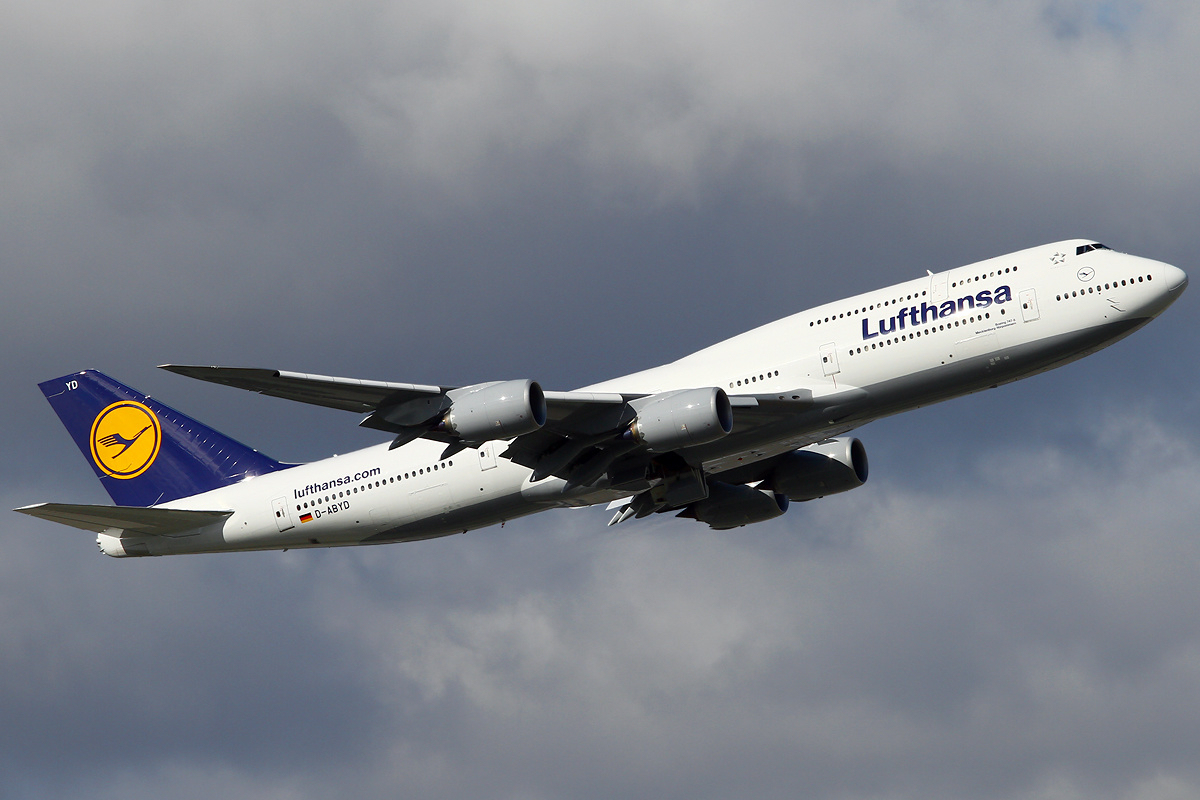
Lufthansa

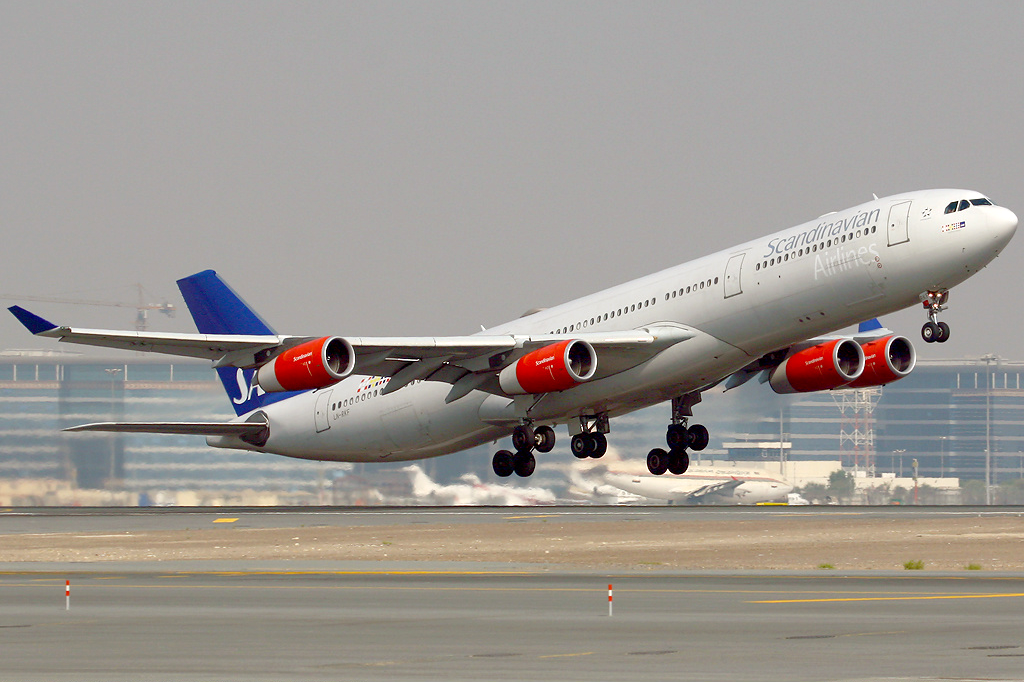
Scandinavian Airlines

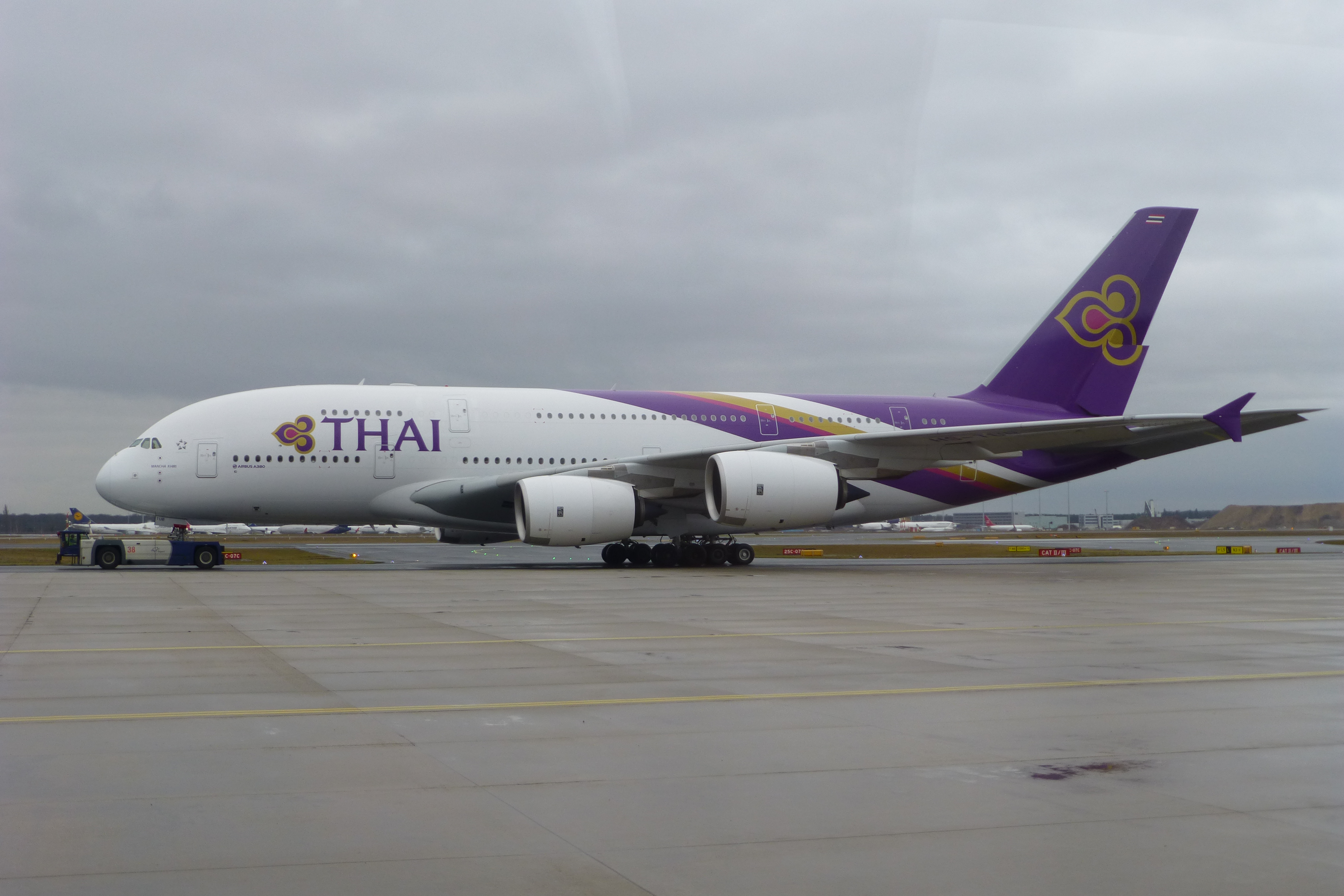
Thai Airways International

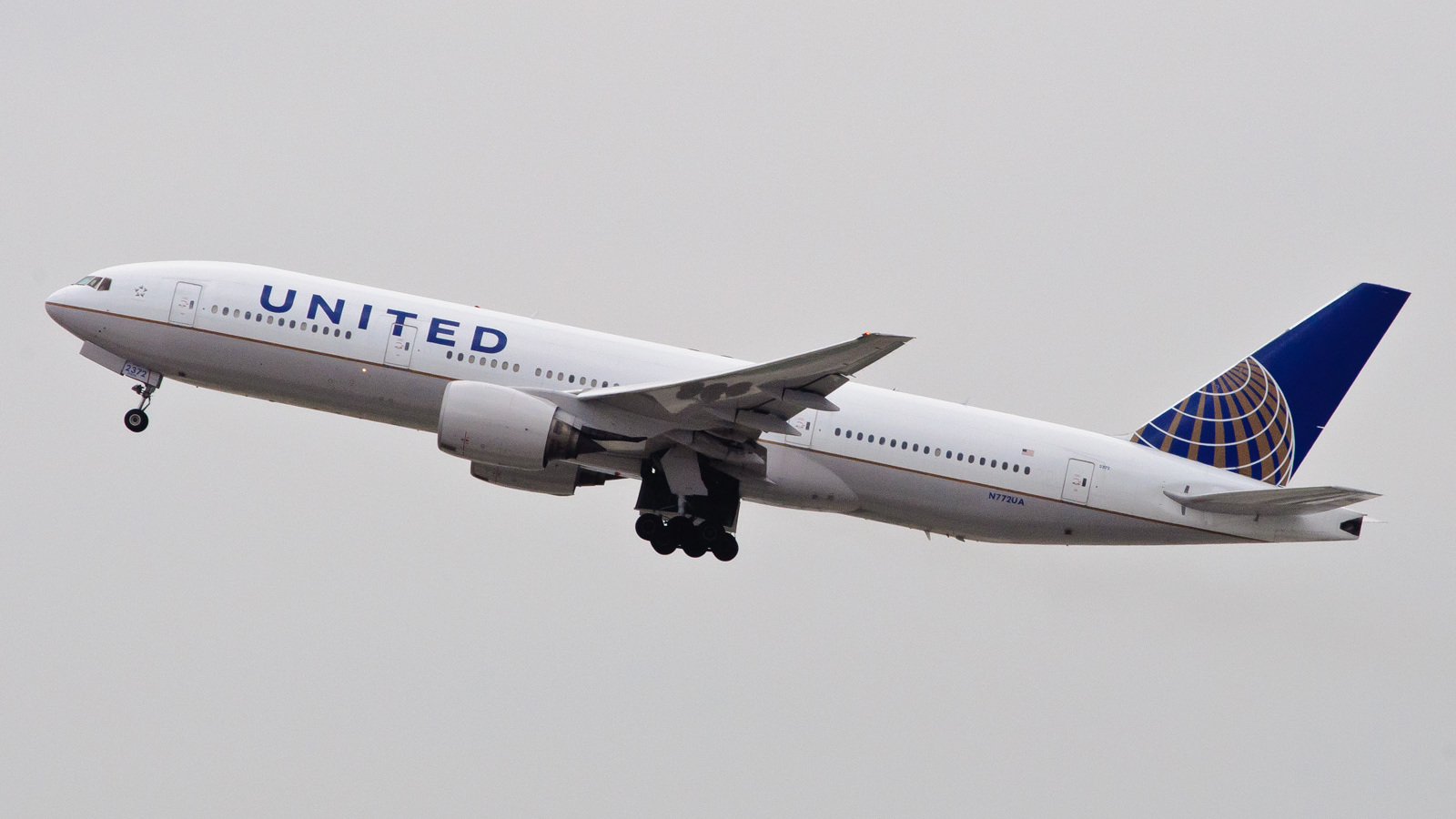
United Airlines

### Teljes jogú tagok és leányvállalataik
A Alapító tag.

B Airlines operating under the Air Canada Express, Air New Zealand Link, Lufthansa Regional, Tyrolean Airways and United Express brands are not necessarily members of Star Alliance. However, flights are operated on behalf of the respective member airlines, carry their designator code and are Star Alliance flights.

C A Deutsche Lufthansa AG tulajdonában álló Lufthansa Regional tagjai.

D Air Canada Express flights are operated by Air Georgian, EVAS Air, Jazz Aviation, Sky Regional Airlines.

E  Air India Regional flights are operated by Alliance Air.

F  Air New Zealand Link flights are operated by Air Nelson, Eagle Airways, Mount Cook Airline.

G Lufthansa Regional flights are operated by Air Dolomiti, Eurowings, Lufthansa CityLine.

H United Express flights are operated by Cape Air, CommutAir, ExpressJet Airlines, GoJet Airlines, Mesa Airlines, Republic Airlines, Shuttle America, SkyWest Airlines, and Trans States Airlines.

### Regionális tagok
- Adria Airways[8] (a Lufthansa támogatásával)
- Blue1[9] (a SAS támogatásával)
- Croatia Airlines[10] (a Lufthansa támogatásával)

### Korábbi tagok
- Ansett Australia – 2001-ben megszűnt
- Mexicana – 2004-ben kilépett a szövetségből
- Varig  – 2007 januárjában egy vállalati átszervezés miatt kilép a szövetségből
- Spanair  megszűnt